# Richard Bergmann
Richard Leopold Bergmann (født 3. juni 1860 i København, død 9. maj 1925 sammesteds) var en dansk arkitekt, der især var knyttet til forlystelseshaven Tivoli.
Bergmann var søn af dyrlæge Carl Christian Bergmann og Adelaide Victoria Josephine Ohrt. Han blev optaget på Kunstakademiets Arkitektskole januar 1878 og tog afgang maj 1887. Han udstillede tegninger på Charlottenborg Forårsudstilling 1888, 1892 og 1902.
Bergmann var gift med Anna Sophie Frederikke Georgine Jensen (4. december 1853 i Gentofte – 7. oktober 1936 i København), datter af gartner Søren Jensen og Karen Nielsen. Han er begravet på Vestre Kirkegård, men gravstedet er nedlagt.

## Værker
- Tivolis hovedindgang mod Vesterbrogade, København (1888, sammen med Emil Blichfeldt, 1. præmie, opført 1890, delvis nedrevet 1959 (Apolloteatret, efter schalburgtage og genopbygning ved Ernst Kühn) og 1964 (Wivex))
- Højbrohus, Østergade 61, København (ca. 1896)
- Kurhuset ved Marienlyst Søbadeanstalt, Helsingør (1898-1900, 1. præmie)
- Forvalterbolig ved Roskilde Adelige Jomfrukloster (1901, fredet 1988)
- Tivolis 3. koncertsal (1902, sammen med Knud Arne Petersen, schalburgteret 1944)
- Nimb i Tivoli (1909, sammen med Knud Arne Petersen)

### Projekter
- Frilagerbygningen, København (1887, sammen med Johan Nielsen, præmieret)
- Et rigsbibliotek (1888)
- Børsbygning (1892)
- Ting- og Arresthus i Horsens (1898, 2. præmie)
- Urtekræmmerstiftelsen (ca. 1900, 2. præmie)
- Skolen på Duevej, Frederiksberg (ca. 1900, 2. præmie)
- Beboelsesejendom på Gammel Kongevej (ca. 1900, 2. præmie)
- Randers Teater (1903, 3. præmie)